# Chimarra retrorsa
Chimarra retrorsa är en nattsländeart som beskrevs av Oliver S. Flint Jr. 1974. Chimarra retrorsa ingår i släktet Chimarra och familjen stengömmenattsländor. Inga underarter finns listade i Catalogue of Life.